# 밀봉
《밀봉》은 한국방송공사에서 매주 화요일에 방영되었던 드라마이다.

## 제작진
- 극본 : 이철향
- 연출 : 김재순

## 출연진
- 남성우
- 민지환
- 선우용여
- 임혁
- 장민호
- 한혜숙